# Loredo

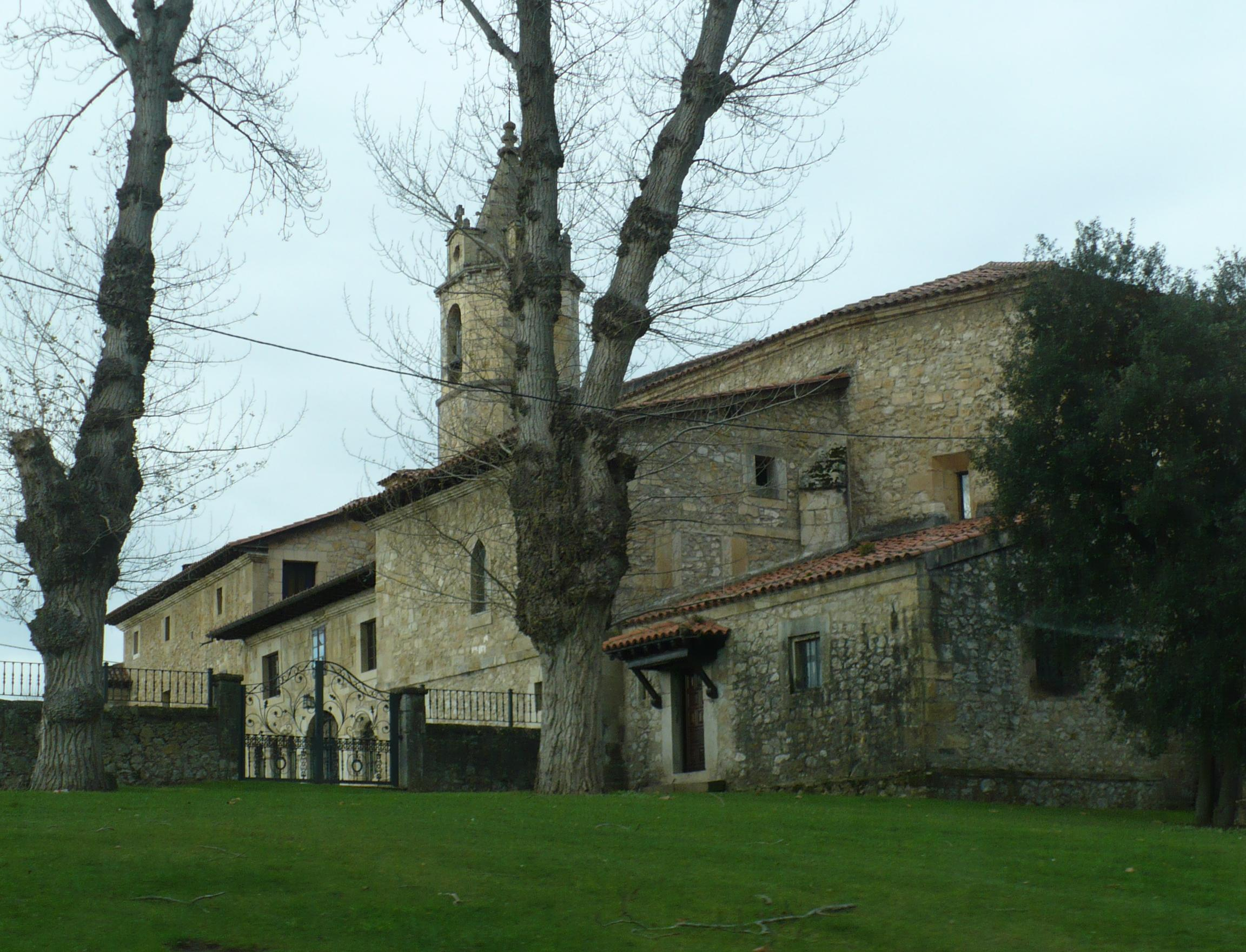
Santuario de Nuestra Señora de Latas.

Loredo es una localidad española perteneciente al municipio de Ribamontán al Mar (Cantabria). En su playa se celebra el tradicional Derby de Loredo, carrera de caballos sobre la arena húmeda y con la marea baja. Muy cerca, frente a la isla de Santa Marina, está la pequeña playa de Los Tranquilos.
La localidad está situada a 20 metros de altitud sobre el nivel del mar y a 6,5 kilómetros de la capital municipal, Carriazo. En 2008 contaba con una población de 709 habitantes (INE).
En Loredo se encuentra el Santuario de Nuestra Señora de Latas, la muestra arquitectónica más destacada del municipio. Su festividad, la Virgen de Latas, se celebra junto con la localidad de Somo el 8 de septiembre. Es un santuario de amplia devoción entre los pueblos de toda la comarca de Trasmiera.
En los últimos años Loredo se ha convertido en un destino de gran atractivo para surfistas en épocas estivales. A pesar de tener pocas infraestructuras, cuenta con cámpines, escuelas y tiendas destinadas al surf.